# Modulación de fase
Es una modulación que se caracteriza porque la fase de la onda portadora varía en forma directamente proporcional de acuerdo con la señal moduladora. La modulación de fase no suele ser muy utilizada porque se requieren equipos de recepción más complejos que los de frecuencia modulada. Además puede presentar problemas de ambigüedad para determinar si una señal tiene una fase de 0° o 180°.

## Teoría

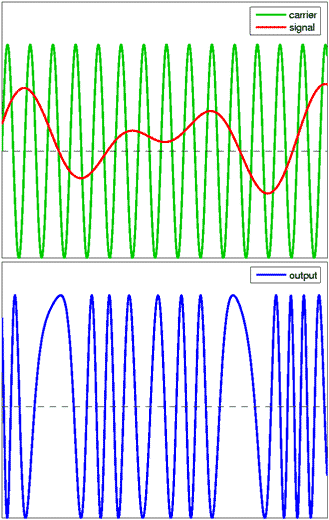
Ejemplo de Modulación de fase. El diagrama superior muestra la señal moduladora superpuesta sobre la onda portadora, trazada en color verde. El diagrama inferior muestra la señal resultante.

Supongamos que la señal a ser transmitida o moduladora es {\displaystyle \scriptstyle m(t)} y que la señal portadora se expresa como:
{\displaystyle c(t)=A_{c}\sin \left(\omega _{\mathrm {c} }t+\phi _{\mathrm {c} }\right).}
Donde:
{\displaystyle \scriptstyle \omega _{\mathrm {c} }} = Frecuencia angular de la portadora.
La señal resultante es descrita por la siguiente ecuación:
{\displaystyle y(t)=A_{c}\sin \left(\omega _{\mathrm {c} }t+m(t)+\phi _{\mathrm {c} }\right).}
Esto demuestra como {\displaystyle \scriptstyle m(t)} modula la fase; mientras mayor sea el valor de la señal en determinado punto en el tiempo, mayor será el desfase de la onda portadora en ese punto. Esto también puede ser visto como un cambio en la frecuencia de la onda portadora y así la Modulación de Fase se puede considerar como un caso especial de la FM en la cual la modulación en frecuencia es dada por la derivada respecto al tiempo de la modulación de fase.
Las matemática del comportamiento de la densidad espectral revela que existen dos regiones de interés particular: 
- Para señales de amplitud pequeña, la modulación de fase es similar a la AM y muestra, por tanto, el "doblado" de su ancho de banda base y pobre eficiencia.

- Para señales senoidales grandes, esta modulación es similar a la FM, y su ancho de banda es aproximadamente:

{\displaystyle 2\left(h+1\right)f_{\mathrm {M} }},
donde{\displaystyle \textstyle f_{\mathrm {M} }=\omega _{\mathrm {m} }/2\pi } y {\displaystyle \textstyle h} es el índice de modulación. Esto también se conoce como la Regla de Carson para la modulación de fase. El índice de modulación, en este caso, indica cuanto varía la fase alrededor del valor sin modulación en la onda portadora:
{\displaystyle h=\Delta \theta }.
Donde {\displaystyle \scriptstyle \Delta \theta } es la desviación pico en fase.